# Valley (Bavière)
Pour les articles homonymes, voir Valley.
Valley est une commune de Bavière (Allemagne), située dans l'arrondissement de Miesbach, dans le district de Haute-Bavière.